# 1999 VS7
1999 VS7 är en asteroid i huvudbältet som upptäcktes den 7 november 1999 av den kroatiska astronomen Korado Korlević vid Višnjan-observatoriet.
Asteroiden har en diameter på ungefär 4 kilometer.